# Cacia intricata
Cacia intricata là một loài bọ cánh cứng trong họ Cerambycidae. Loài này được Francis Polkinghorne Pascoe mô tả lần đầu năm 1865. Cacia intricata được tìm thấy tại Papua New Guinea và Sulawesi.